# Píctons
|  | No s'ha de confondre amb Pictes. |

Els píctons (en llatí Pictones, en grec antic Πίκτονες) i més tard anomenats pictaus (Pictavi) van ser un poble gal que vivia al sud del Loire a la costa de l'Atlàntic. Claudi Ptolemeu els situa a Aquitània i esmenta dues ciutats dels píctons: Limonum o Lemonum (Poitiers) i Ratiatum (Rezé). Ocupaven la part més al nord d'Aquitània fins al riu Liger (Loire). Estrabó diu que el riu Liger era la frontera entre píctons i namnetes. Al sud dels píctons vivien els santons que arribaven fins al Garona. A l'est tenien els turons i els bitúriges cubs.
Juli Cèsar esmenta al píctons i diu que li van proporcionar vaixells quan feia la guerra contra els vènets. Els píctons es van unir a Vercingetorix l'any 52 aC. El 51 aC el legat de Cèsar, Gai Canini Rèbil, va anar al país dels píctons per aixecar el setge de Lemonum, ciutat que estava bloquejada pel cap dels andecaus Dumnacus.
Lucà diu que els píctons eren immunes, és a dir que no pagaven impostos als romans, encara que se suposa que el fragment on diu això és espuri.